# Cindere-Talsperre
Die Cindere-Talsperre (türkisch Cindere Barajı) befindet sich 40 km nördlich der Provinzhauptstadt Denizli in der gleichnamigen westtürkischen Provinz am Großen Mäander.
Die Cindere-Talsperre liegt 15 km unterhalb der Adıgüzel-Talsperre. Die Kreisstadt Güney liegt nördlich der Talsperre.
Die Talsperre wurde in den Jahren 2002–2009 im Auftrag der staatlichen Wasserbehörde DSİ zur Energieerzeugung und Bewässerung errichtet.
Das Absperrbauwerk ist eine Gewichtsstaumauer aus Walzbeton (RCC-Damm). Es wurde ein Walzbeton mit niedrigerem Zementgehalt (70 kg/m³) verwendet.
Als Abdichtung wurden eine PVC-Schicht und Betonfertigteile verbaut.
Die Staumauer hat eine Höhe von 78 m (über Talsohle) und besitzt ein Volumen von 4,3 Mio. m³. 
Die Kronenlänge beträgt 280 m, die Kronenbreite 10 m.
Der zugehörige Stausee erstreckt sich über eine Länge von 9 km und besitzt eine Wasserfläche von 2,8 km² sowie ein Speichervolumen von 82 Mio. m³.
Die Talsperre dient der Bewässerung einer Fläche von 4600 ha.
Das Wasserkraftwerk der Cindere-Talsperre verfügt über drei Francis-Turbinen mit einer Leistung von jeweils 8,5 Megawatt sowie eine Francis-Turbine mit 4,5 MW. Das Regelarbeitsvermögen liegt bei 88 GWh im Jahr.